# Шателрау Сен Луван
Шателрау Сен Луван (фр. Châtelraould-Saint-Louvent) насеље је и општина у североисточној Француској у региону Шампањ-Арден, у департману Марна која припада префектури Витри ле Франсоа.
По подацима из 2011. године у општини је живело 239 становника, а густина насељености је износила 14,13 становника/km². Општина се простире на површини од 16,91 km². Налази се на средњој надморској висини од 112 метара.

## Демографија
| 1962. | 1968. | 1975. | 1982. | 1990. | 1999. | 2011. |
| ----- | ----- | ----- | ----- | ----- | ----- | ----- |
| 225   | 226   | 212   | 220   | 234   | 229   | 239   |

График промене броја становника у току последњих година